# Nerf cutané latéral de la cuisse
Le nerf cutané latéral de la cuisse (ou nerf fémoro-cutané) est un nerf sensitif branche collatérale de la partie postérieure du plexus lombal.

## Origine
Le nerf cutané latéral de la cuisse nait des divisions postérieures des rameaux antérieurs des deuxième et troisième nerfs lombaires.

## Trajet
Le nerf cutané latéral de la cuisse passe derrière le muscle grand psoas et sort au milieu de la partie latérale de ce muscle. Il traverse ventralement en oblique le muscle iliaque en se dirigeant vers l'épine iliaque antéro-supérieure. Il passe ensuite derrière ou à travers le ligament inguinal à environ 1,5 cm en caudal et médial de l'épine iliaque antéro-supérieure et sur le muscle sartorius où il se divise en une branche antérieure et une branche postérieure.

## Terminaison
- La branche antérieure devient superficielle à environ 10 cm au-dessous du ligament inguinal, et se divise en rameaux qui sont distribués à la peau des parties antérieure et latérale de la cuisse, jusqu'au genou. Les extrémités de ce nerf communiquent fréquemment avec les branches antérieures cutanées du nerf fémoral et avec la branche infrapatellaire du nerf saphène, formant avec eux un plexus.

- La branche postérieure perfore le fascia lata et se subdivise en filaments qui se dirigent en arrière vers les faces latérale et postérieure de la cuisse, innervant la peau au niveau du grand trochanter au milieu de la cuisse.

## Variation
Le nerf cutané latéral de la cuisse peut avoir plusieurs branches.  
Sa position par rapport à l'épine iliaque antéro-supérieure peut être très variable. 
Il peut traverser partiellement le muscle sartorius plutôt que de rester sur sa surface. 
Il peut être absent et l'innervation sensorielle remplacée par des branches du nerf fémoral et du nerf ilio-inguinal.

## Aspect clinique
Le nerf cutané latéral de la cuisse peut être comprimé près de l'épine iliaque antéro-supérieure et du ligament inguinal entraînant une méralgie paresthésique (syndrome de Bernhardt-Roth ),.

## Galerie

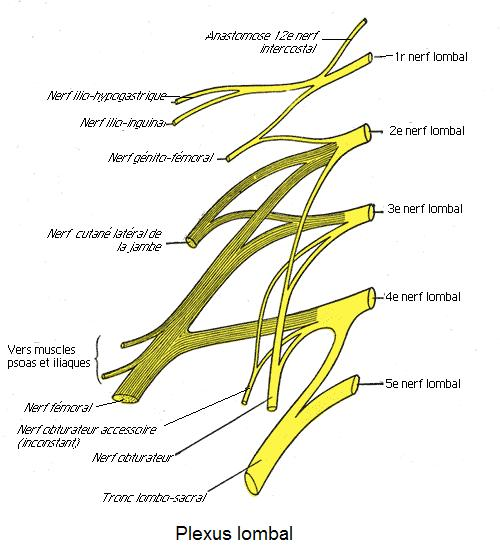
Le plexus lombal
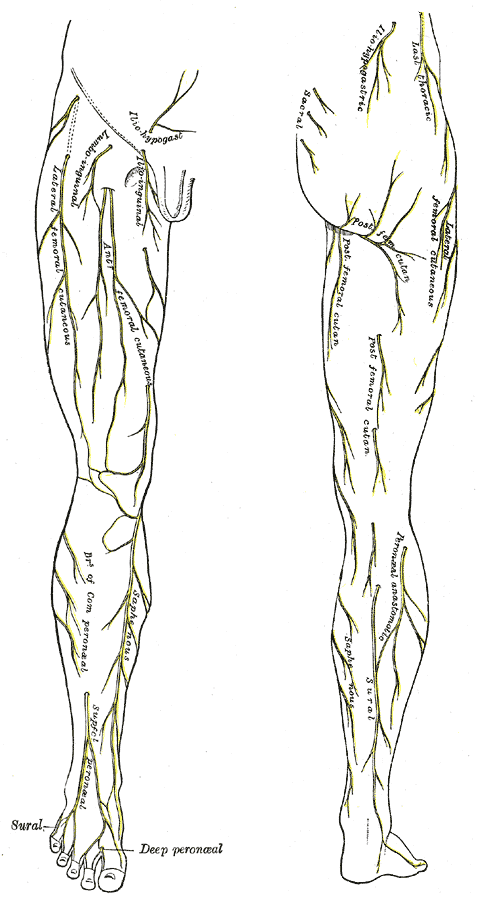
Nerfs cutanés du membre inférieur droit. Vues de face et de derrière.
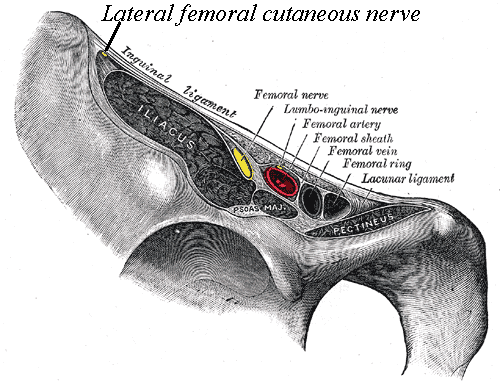
Nerf cutané latéral de la cuisse et autres structures passant derrière le ligament inguinal.
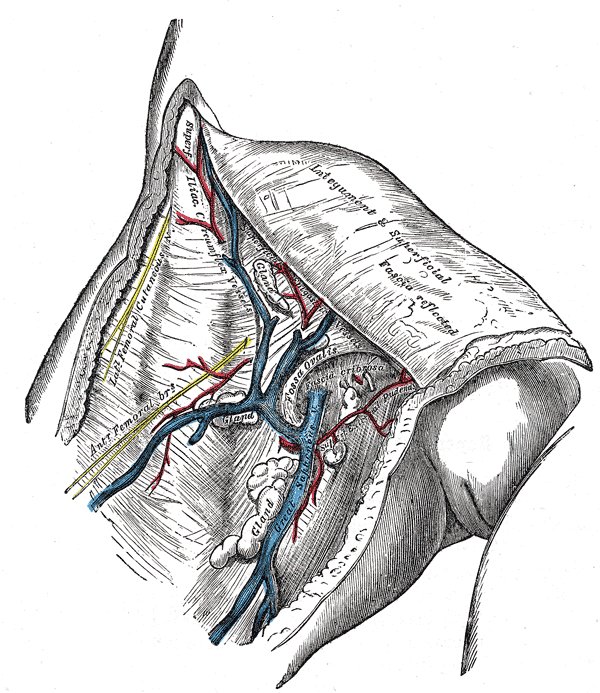
La veine saphène interne et ses affluents à la fosse ovale.
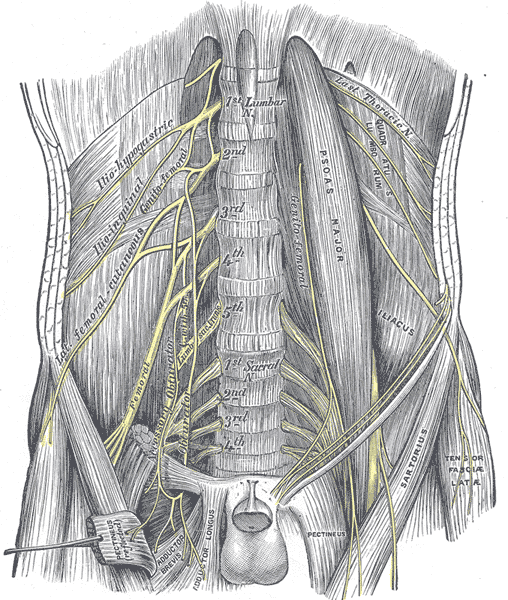
Le plexus lombaire et ses branches.
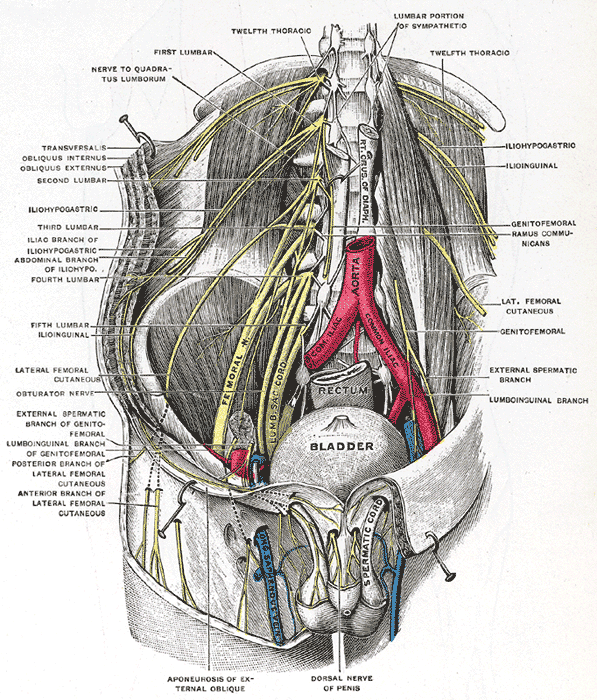
Dissection profonde et superficielle du plexus lombaire.
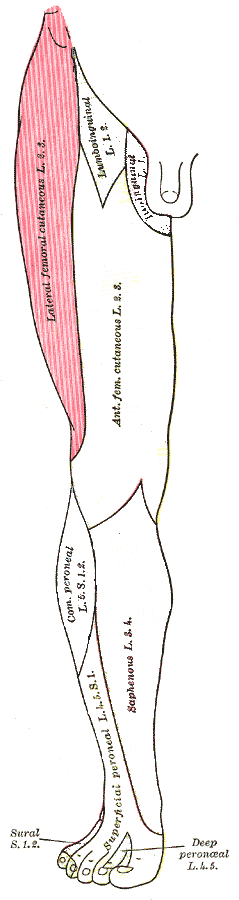
Diagramme de distribution segmentaire du nerf cutané latéral et des autres nerfs de la jambe droite. Vue de face.
Nerfs cutanés du membre inférieur droit. Vues de face et de derrière.